# Лавров, Степан Нилович
Степан Нилович Лавров (31 декабря 1842 — 1918) — русский военный деятель, генерал от кавалерии (1917), военный преподаватель.

## Биография
Сын подполковника. Окончил 1-й кадетский корпус, откуда в 1861 году был выпущен в Малороссийский драгунский полк, где прослужил почти 15 лет, в 1873 году произведён в подполковники. В следующем, 1874 году, был назначен воспитателем в Пажеский корпус, полковник (1884). В 1892 году был назначен директором Киевского военного училища и оставался в этой должности вплоть до 1899 года. Генерал-майор (1895). С 1899 по 1908 год возглавлял Суворовский кадетский корпус в Варшаве. Генерал-лейтенант (1903). С 1908 года служил генералом для поручений в Главной инспекции военно-учебных заведений, и оставался на этой должности вплоть до Февральской революции. В сентябре 1917 года вышел в отставку в чине генерала от кавалерии. В следующем году, по некоторым данным, был убит бандитами или взбунтовавшимися крестьянами в собственном имении.

## Старшие награды
- Орден Святого Станислава 1 степени (1899).
- Орден Святой Анны 1 степени (1906).
- Орден Святого Владимира 2 степени (1909).
- Орден Белого орла (1915).